# Martin Krupka
Martin Krupka z Jaroměře (1723 – 1778) byl český barokní sochař.

## Životopis
Narodil se roku 1723, místo narození není doposud známo. Z matrik vyplývá, že to nebylo ani v Jaroměři, ani v Sedlci u Kutné Hory. Víme však, že přišel ze Sedleckého kláštera. Do Jaroměře se dostal zřejmě až po svatbě, která se konala roku 1755 v kostele sv. Mikuláše. V Jaroměři pak pobýval až do konce svého života. Prozatím nemáme ani jakékoli záznamy, že by Martin Krupka měl nějaké potomky. Měl zde dům a byl měšťanem města Jaroměř. Zemřel 16. ledna roku 1778, místo, kde je pochován a na co zemřel, nevíme.

## Dílo

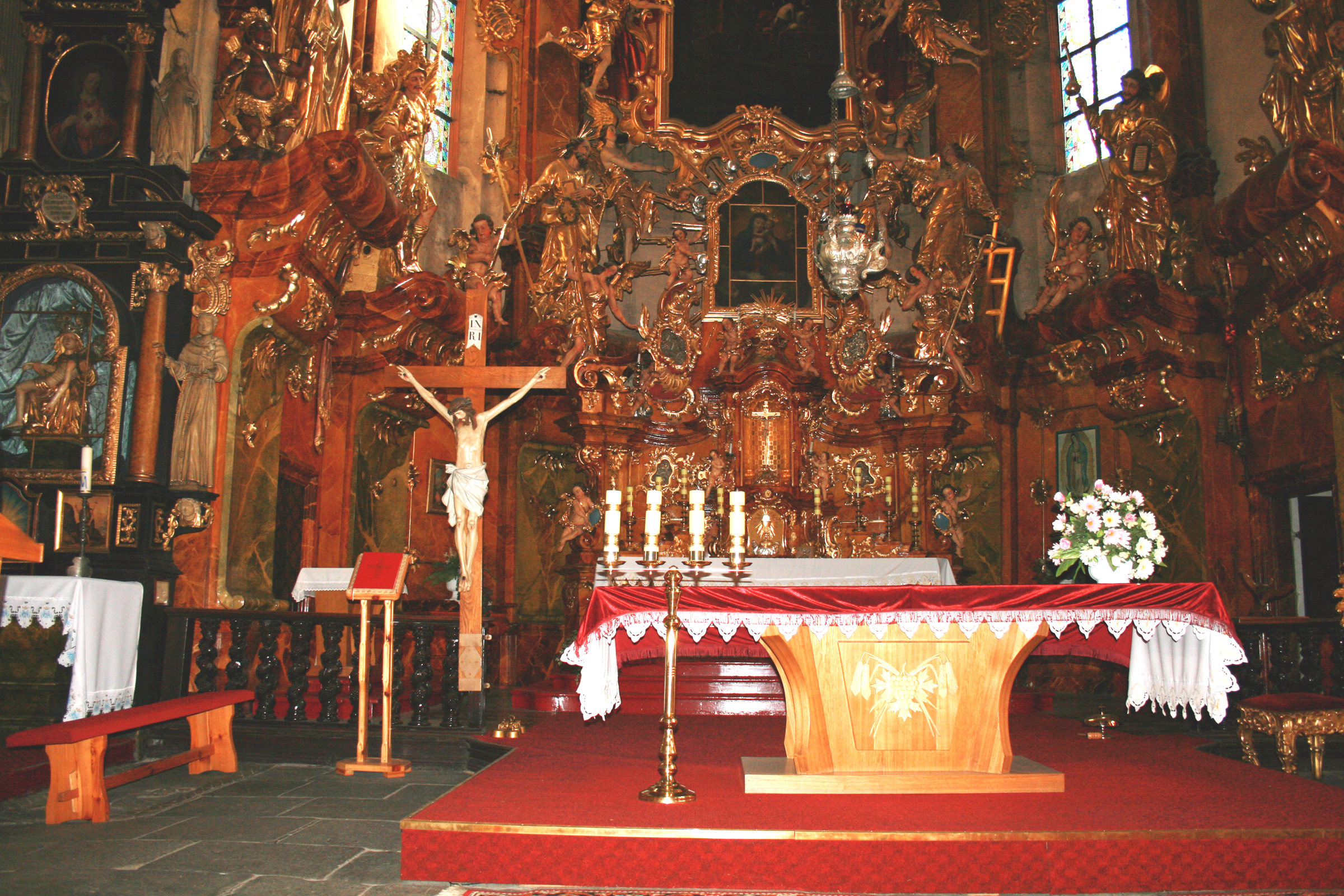
Hlavní oltář chrámu sv. Mikuláše v Jaroměři

První zmínky o Krupkově tvorbě pocházejí z let 1752–1755, kdy pracoval ve Veliši, Polici nad Metují, Smidarech, Jaroměři
a naposledy zřejmě v Kopidlně.
Společně se sochařem Řehořem Thénym, který mu byl svědkem na svatbě, se podílel na výzdobě kostela sv. Václava ve Veliši (1752-55). Krupkovi tam bylo připsáno 5 oltářů: Ježíše Krista, sv. Anny, sv. Antonína Paduánského, sv. Panny Marie a sv. Jana Nepomuckého. Jsou mu připisovány i sochy sv. Petra a Marnotratného syna a čtyři vázy umístěné při vstupu do kostela, jakož i dva velké relikviáře. Měl ještě vytvořit krucifix pro sakristii a dvě kanonické tabulky, jež se však zřejmě nedochovaly.
Vnější výzdobu kostela pak obohatil především o sochy. Jde o Staroboleslavské paladium a dva anděly po stranách a nad hlavním vchodem do kostela. Další jsou sochy Anděla posledního soudu a výjev Zmrtvýchvstání Páně na obvodové zdi. Poslední je skupina šesti nejstarších českých světců, která tvoří galerii podél vstupního schodiště vedoucího k průčelí kostela. Jsou to sochy sv. Cyrila a Metoděje, sv. Kosmy a Damiána a sv. Benedikta a sv. Ivana, jež jsou umístěny naproti sobě. Ve Veliši snad ještě vytvořil sousoší na kopci, které mělo vzniknout ve stejné době, ale už je v rozvalinách. Původně tam měly být sochy sv. Damiána, Jana Nepomuckého a sv. Vavřince.
Následujícím dílem byl oltář sv. Benedikta a oltář Bolestné Panny Matky Boží z roku 1764 v bývalém klášteře Nanebevzetí Panny Marie v Polici nad Metují.
Ve Smidarech měl kolem roku 1770 vytvořit hlavní rámový oltář pro kostel svatého Stanislava.
Koncem 18. století byl činný ještě v Pilníkově, kde dal v roce 1771 návrhy na hlavní oltář a kazatelnu.

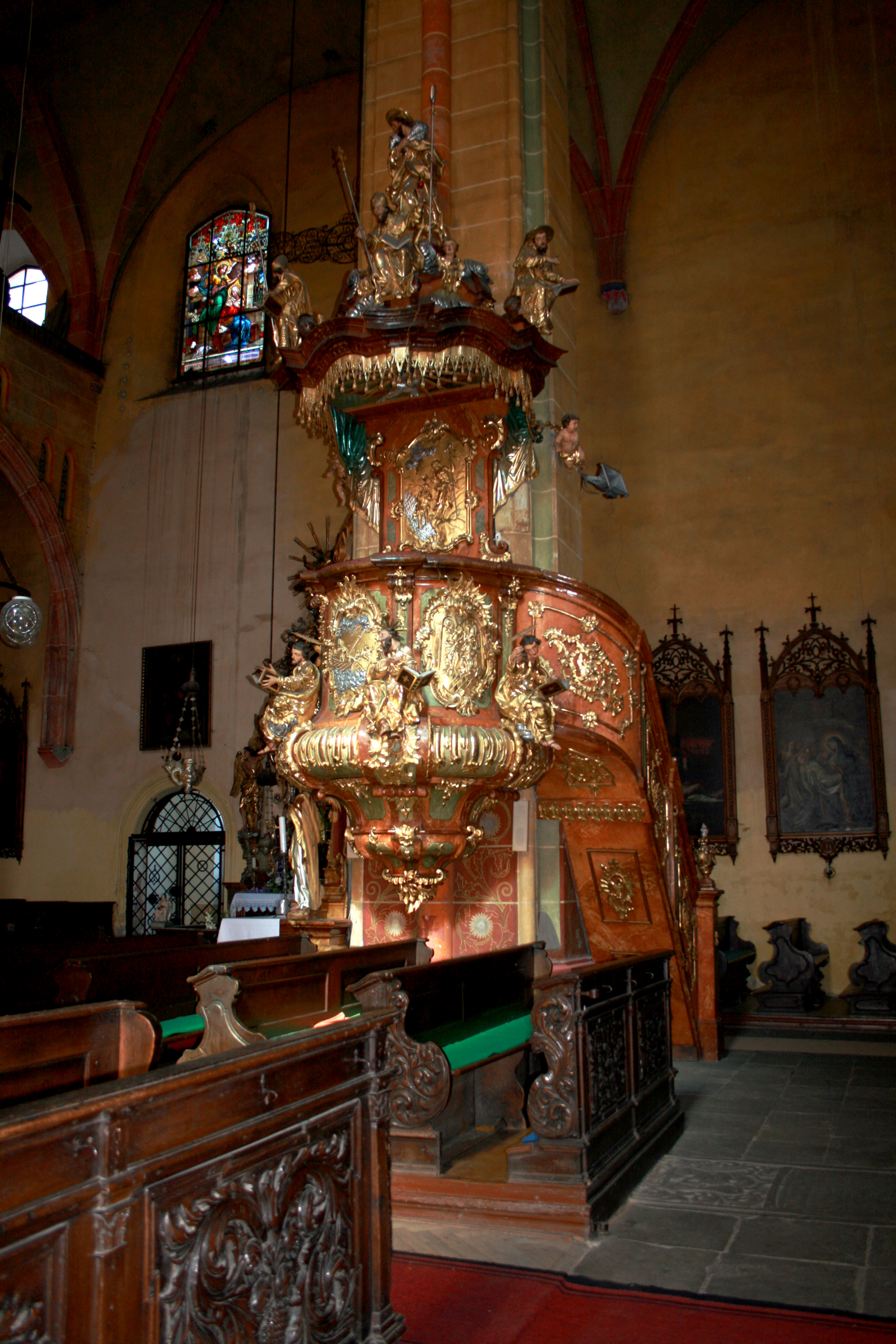
Kazatelna chrámu sv. Mikuláše v Jaroměři

Emanuel Poche se o Krupkovi zmiňuje ve svém Soupise památek královédvorského okresu, podle něj byl jedním z nejlepších umělců v regionu. V soupisu jsou uvedeny práce pro děkanský sv. Mikuláše v Jaroměři 1770–1772. Hlavním dílem je bohatě zdobený barokní hlavní oltář zasvěcený sv. Mikuláši, který je velice bohatě zdobený a zaplňuje celé presbyterium. Oltářní obraz je nesen šesti anděly a dalšími malými andílky okolo. Na vrcholu je Svatá Trojice, Otec, Syn a Duch Svatý, na nebesích obklopená paprsky. Obraz je završen baldachýnem, který napodobuje mramor. V popředí je šestice soch v nadživotní velikosti, jsou to svatí Dominik, Florián, Josef, Vavřinec, apoštol Jakub a Ignác. Dalším dílem je rokoková kazatelna, kterou pozlatil Bruner, na ní jsou reliéfy ze života sv. Mikuláše. Okolo je mnoho soch, na vrchu je svatý Jan Křtitel, pod ním sedí sv. Řehoř, sv. Ambrož a sv. Blažej. Dole jsou sochy evangelistů. Krupkovi byly připsány i dva postranní oltáře, stejně jako pontifikační křeslo a čtyři vázy na vrcholu zpovědnice.
V Kopidlně vytvořil pískovcové sochy před kostelem sv. Jakuba Většího. Jde o sochy sv. Josefa a sv. Jana Evangelisty a také sv. Kateřiny a Barbory před kostelem. Sochy pocházejí z roku 1775.